# Digital Underground
Digital Underground – grupa rapowa, powstała w Ameryce, w Oakland w 1987 roku. Reprezentowali interesującą mieszankę muzyki rap, gangsta rap i funk zwaną alternative rap. W skład zespołu wchodzi następujący członkowie:  Shock G, 2Pac, Humpty, Money B, Dj Gold Fingers, The Piano Man i Chopmaster J.

## Współpraca z 2Pac'em
Z Digital Underground 2Pac nawiązał współpracę dzięki Leili Steinberg, która była przyjacielem menedżera DU w 1989. Leila zapoznała go liderem zespołu Shockiem G. Gdy Shakur przedstawił raperowi swoje umiejętności, ten bez wahania przyjął go do składu. Zaimponowało mu z jaką energią ten młody człowiek potrafi rapować, zwrócił uwagę na doskonały, ostry tekst. Początkowo pracował jako technik, z czasem był tancerzem. Współpraca nie trwała zbyt długo, po nagraniu wspólnie kilku utworów 2Pac opuścił zespół wybierając karierę solową.

## Dyskografia

### Albumy
- Sex Packets (1990)
- This is an EP Release (1991)
- Sons of the P (1991)
- The Body-Hat Syndrome (1993)
- Future Rhythm (1996)
- Who Got The Gravy? (1998)
- The Lost Files (1999)
- ..Cuz A D.U. Party Don’t Stop!! (2008)
- The Greenlight EP (18 maja 2010[1])

### Soundtracki
- Nothing But Trouble (soundtrack) (1991)
- Don't Be a Menace to South Central While Drinking Your Juice in the Hood (1996)
- Tupac: Resurrection (2004)

### Kompilacje
- Oakland Soul: The Bay Area Soundtrack (1997)
- No Nose Job: The Legend of Digital Underground (2002)
- Outrageous Rap (2002)
- Playwutchyalike: The Best of Digital Underground (2003)
- Rhino Hi-Five: Digital Underground (2005)
- Songs You Know: Ol' Skool Hip Hop (2007)
- Westside Bugg Presents... The Best of The West (2008)